# Ayesha Madon
Ayesha Madon, född 10 februari 1998, är en australisk skådespelare.
Madon har bland annat medverkat i TV-serierna The Moth Effect och Heartbreak High där hon spelar, Amerie Wadia, en av seriens huvudroller. För sin rollprestation blev hon nominerad till en AACTA Award år 2022.

## Filmografi (i urval)
- 2021 – The Moth Effect (TV-serie)
- 2022–2024 – Heartbreak High (TV-serie)